# إيرل بي. روث
إيرل بي. روث (بالإنجليزية: Earl B. Ruth)‏ هو مدرب كرة سلة ولاعب كرة سلة وسياسي أمريكي، ولد في 7 فبراير 1916 في الولايات المتحدة، وتوفي في 15 أغسطس 1989 في الولايات المتحدة. حزبياً، نشط في الحزب الجمهوري. وقد انتخب حاكم ساموا الأمريكية ‏ (6 فبراير 1975 – 30 سبتمبر 1976) وانتخب عضو مجلس النواب الأمريكي.